# Occupation du Pirée durant la guerre de Crimée
L'occupation du Pirée durant la guerre de Crimée est le fait des forces françaises et britanniques, qui désirent empêcher le royaume hellène d'entrer en guerre contre leur allié ottoman au moment où celui-ci est déjà en conflit avec la Russie. Commencée en 1854, cette occupation militaire dure jusqu'en 1857 et oblige le roi Othon Ier de Grèce à nommer un gouvernement pro-occidental, avec à sa tête Aléxandros Mavrokordátos.
Privé de sa liberté d'action, le royaume hellène proclame sa neutralité durant toute la durée de la guerre de Crimée. Cependant, un millier de volontaires grecs parviennent à s'engager aux côtés des Russes et plusieurs soulèvements se produisent dans les régions hellénophones de l'Empire ottoman (Épire, Thessalie et Macédoine) en 1854.

## Contexte
L'année 1853 marque le quatre-centième anniversaire de la prise de Constantinople par les Turcs et nombreux sont les Grecs qui y voient le signe de la chute imminente de l'Empire ottoman. Or, un conflit ébranle justement les Balkans et la mer Noire cette année-là : la guerre de Crimée, qui voit s'opposer la Russie et l’Empire ottoman, bientôt soutenu par la Grande-Bretagne, la France et le royaume de Piémont-Sardaigne. 
Désireux de profiter de l’affaiblissement de la Turquie pour s'en libérer, de nombreux Grecs ottomans se soulèvent et des révoltes éclatent en Épire, en Thessalie et en Macédoine à partir de 1854. Dans le royaume hellène, des milliers de volontaires partent rejoindre les insurgés et le couple royal n’hésite pas à leur offrir son patronage, malgré les avertissements des diplomates français et britanniques,. Bien que Saint-Pétersbourg ait refusé l’aide militaire d’Athènes, dans la crainte que celle-ci ne réclame la restitution de Constantinople, une légion de volontaires grecs, commandée par Panos Koronaios, s'engage par ailleurs aux côtés des armées du tsar Nicolas Ier lors du siège de Sébastopol.

## L'occupation du Pirée

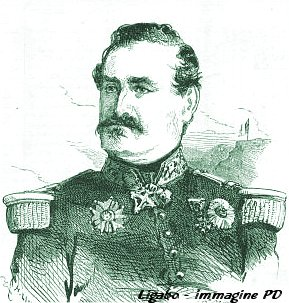
Le général Forey, commandant des forces françaises au moment de l'occupation du Pirée.

Soutenu par l'opinion publique hellène, le roi Othon Ier de Grèce finit par intervenir militairement contre l’Empire ottoman. Des troupes grecques pénètrent en Thessalie et en Épire en avril 1854 mais elles sont rapidement balayées par l’armée turque, pourtant affaiblie par les combats contre les Russes,. En réaction contre cette intervention militaire, la France et la Grande-Bretagne décident d’occuper Le Pirée pour forcer le royaume hellène à la neutralité. Le 25 mai, l'armée d'Orient du général Forey débarque ainsi en Attique. Elle est rejointe par 97e régiment d'infanterie britannique le 7 juin. Sous la pression étrangère, Othon doit nommer un nouveau gouvernement, avec à sa tête Aléxandros Mavrokordátos et Dimitrios Kallergis, mais les relations entre la couronne et le cabinet sont difficiles.
L'occupation franco-britannique dure jusqu'en 1857 et empêche la Grèce de mener toute nouvelle action contre la Turquie. Finalement exclue de la conférence de Paris de 1856, Athènes n'obtient pas la moindre concession territoriale. Surtout, les grandes puissances profitent de leur nouvel ascendant pour exiger le recouvrement des dettes hellènes et imposer à la Grèce la tutelle d'une commission financière.